# 朱經緯
朱經緯（英語：Franklin Chu King-wai；1959年12月25日—），前香港警務處警司，曾任香港沙田分區的指揮官，2015年退休。他因在2014年11月26日當晚於旺角執勤時用警棍襲擊一名途人而受到社會關注，及後罪名成立被判入獄成為罪犯。

## 經歷
朱經緯早年就讀聖類斯中學（小學部），曾於1968年參加華僑日報報慶徵文繪畫比賽，及後升讀聖類斯中學。據香港經濟日報報導，他於1979年9月24日加入警隊，於2015年7月退休，任職警隊約35年。2002年他任職中區分區助理指揮官，2004年任港島區衝鋒隊署理警司，在2010年任職警察機動部隊訓練組警司。
在家庭方面，朱經緯是「警隊世家」。在打人案中，朱經緯的律師在庭上揭示了他的家庭和感情狀況。他有兩名現職警察的兒子和一名修讀法律的女兒。他曾離婚，現與另一女士展開新感情。

## 相關事件

### 前科及處分記錄
2002年，朱經緯擔任中區分區助理指揮官，在處理當年4月中環遮打花園爭取居港權的人士集會時，要求記者前往採訪區但未被理會，曾下令將有關記者用手銬鎖起，事後被當時的警監會裁定不恰當使用手銬，而他其後亦被調職。
2014年年初一宗惡意虛報案，朱經緯懷疑同袍所為。他勒令40名警員錄下相同內容，憑聲音比對試圖抓出犯人，被傳媒認為雷同電影《食神》情節。

### 攻擊市民事件

#### 背景
2014年，香港政制改革造成社會爭論，同年9月28日發生佔領中環行動。在警方使用催淚彈後續引發更大範圍的雨傘革命等後續大量的全港性示威社運。9月底、10月初開始，大量市民佔領金鐘、銅鑼灣、旺角、尖沙咀等地。其中旺角情況較為品流複雜，不時佔領者與路人發生口頭及身體衝突。
2014年11月26日晚上，旺角一帶如常般鬧市，而佔領行動亦持續。大量警力在執行職務、佈防。朱經緯、七警案等部份紀律部隊人士被指涉及濫用警權，違法武力。佔領期間有人魚目混珠，對社運市民及警察相方作出挑釁，甚至涉三合會、香港媒體及五毛等加強立場渲染，混亂的情況給予在場人士壓力。後有證明部份激進建制派及藍絲帶運動人士亦涉及犯罪爭議，如打人、非禮女性佔領人士。
事發之後引起社會正反派的狂熱爭議性活動。部份激進建制派團體聯合「支持警察」的藍絲帶人士發起一連串「支持朱經緯，朱Sir」的行動和示威，如聲稱：「打得好」，而4個警察協會亦舉行聯合特別代表大會聲援各位涉案的前警察，亦有反對者要求警方盡快「嚴正執法」，在法院外大叫：「支持（支持朱經緯）上訴失敗坐監」。

#### 調查及起訴
2017年， 獨立監察警方處理投訴委員會調查事件，最終以不記名投票方式通過朱經緯毆打投訴屬實。2017年2月監警會通過朱經緯毆打屬實，為鄭仲恒的民事檢控提供基礎，鄭仲恒隨後公開向傳媒表示，打算於同年4月提出私人檢控；最終律政司落案起訴朱經緯，案件3月提堂。同年3月，朱經緯被律政司落案起訴襲擊罪，受害人是一名鄭姓香港市民。

#### 判決
2017年12月18日，朱經緯被裁定「襲擊致造成身體傷害」罪名成立，還押等候判刑。
2018年1月3日，朱經緯被判監三個月並保釋等候上訴。同年8月，司法機構開始處理上訴申請，後來於9月14日駁回。香港警務處處長盧偉聰表示對事件感到心情沉重，又指警隊會全力支援他。朱經緯支持者在庭外大喊「狗官」、「摩羅差」等涉及藐視法庭和種族歧視的問題用語。
2019年1月21日，終審法院認為朱經緯沒有合理解釋，拒絕朱經緯的上訴許可申請。同日，警察隊員佐級協會再次向公務員事務局局長羅智光發公開信，促請局方推動「侮辱公職人員罪」立法。上訴方認為當時朱經緯只為執法，問心無愧。終院頒下的判詞指《公安條例》僅容許警方執勤時使用所需的武力，同意原審裁判官所言當時根本沒任何理據使朱真誠地相信可行使武力，縱然法庭同情朱當時所面對的是非常令人遺憾（highly regrettable）的處境，但法庭絕不能姑息對市民無理施以武力的行為。

#### 事後發展
案中受害人鄭仲恒後來在2019年11月24日參加區議會換屆選舉，在沙田鞍泰選區成功當選。

### 疑似攝下鄧炳強與一眾藝人聚餐事件
2020年2月11日，警務處長鄧炳強與成龍、曾志偉等人在COVID-19疫情期間一同出席飯局，期間鄧炳強失言成為輿論焦點。而揭發事件的拍攝者，其衣袖顏色與款色與當日一同出席飯局的朱經緯相同，網絡上一般認為洩露圖片揭發事件者為朱經緯。